# دلي (جمع أبرود)
دلي (بالفارسية: دلی) هي قرية تقع في إيران في قسم جمع أبرود الريفي.